# Lucania parva
Lucania parva es una especie de pez de la familia de los fundúlidos en el orden de los ciprinodontiformes.

## Morfología
Los machos pueden llegar a los 5 cm de longitud total.

## Distribución geográfica
Se encuentran en Norteamérica: Estados Unidos y México.

## Nombre común
- Inglés: Rainwater killifish
- Español: Sardinilla de lluvia
- Chino mandarín: 雨点卢氏鮰, 雨點盧氏鮰[3]